# Понте ді Сан Нікколо
Понте ді Сан Нікколо (італ. Ponte di San Niccolò) — міст через річку Арно у Флоренції.

## Історія мосту
Підвісний міст, що тримався на металевих струнах,  був збудований на річці Арно в 1836-1837 поблизу греблі Сан Нікколо за проектом братів Жюля і Марка Сегена, відомих французьких інженерів, що мали досвід проектування сталевих мостів. Безпосередньо перед цим вони проектували міст Понте алла Вітторія, який на той час називався мостом Святого Леопольдо. 
Спочатку міст називався Понте Сан-Фердінандо на честь великого князя Тоскани Фердинанда III, а згодом був перейменований на честь району Сан Нікколо, що розташувався на південному березі Арно.
У 1844 міст зазнав пошкоджень через повінь і був відновлений у 1853, а в 1890 був додатково укріплений. При цьому він так і залишався металевим, через що в народі його називали Залізним мостом (Ponte di Ferro).  
У 1944 міст був підірваний відступаючими німецько-фашистськими військами і в післявоєнні часи він був реконструйований в іншому вигляді – з однією аркою замість трьох.
Сусідніми мостами є Понте-алле-Ґраціє (на захід) і Понте Джованні да Верраццано (на схід).

## Галерея

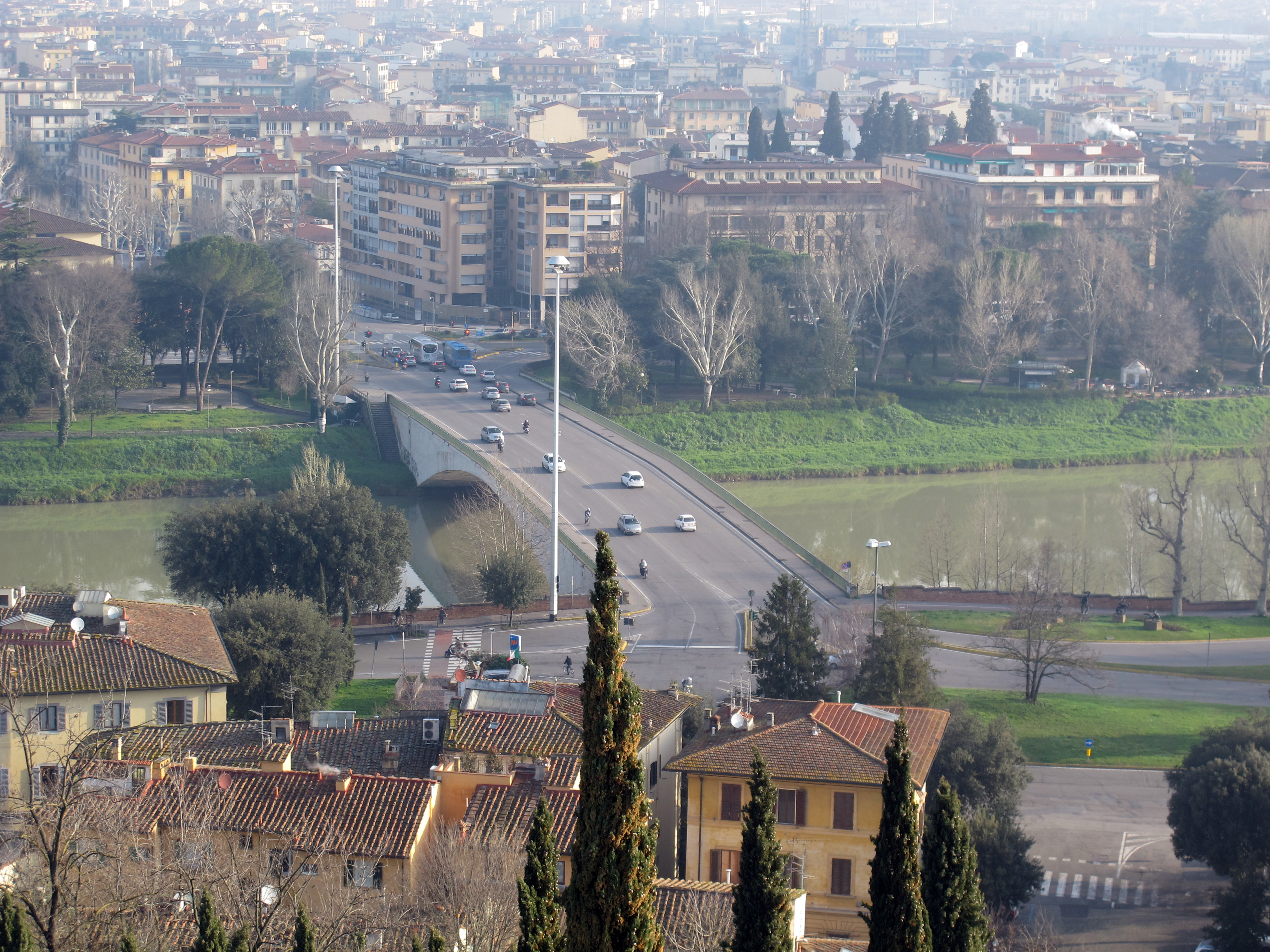
Вигляд з готелю Villa La Vedetta
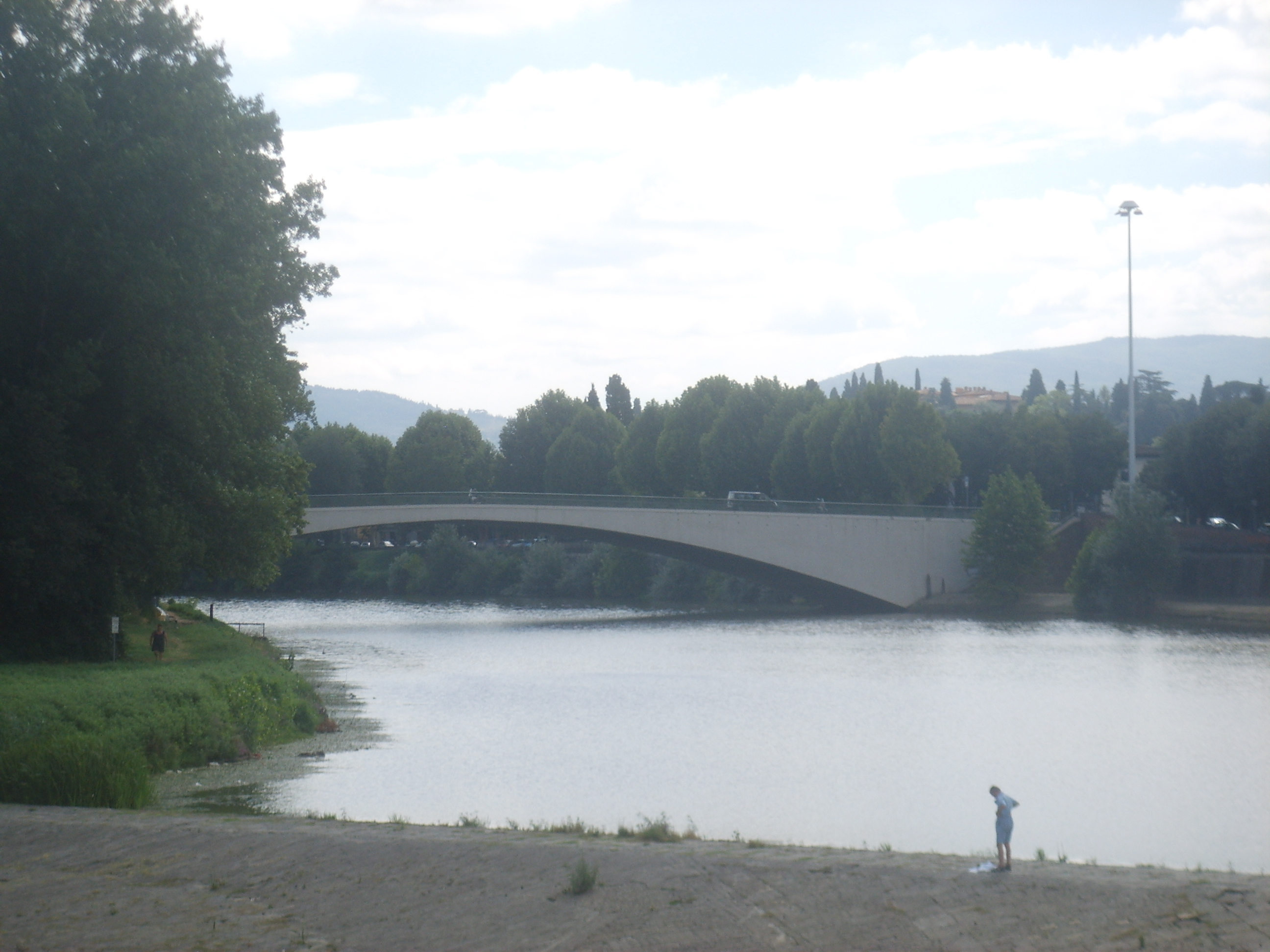
Понте ді Сан Нікколо
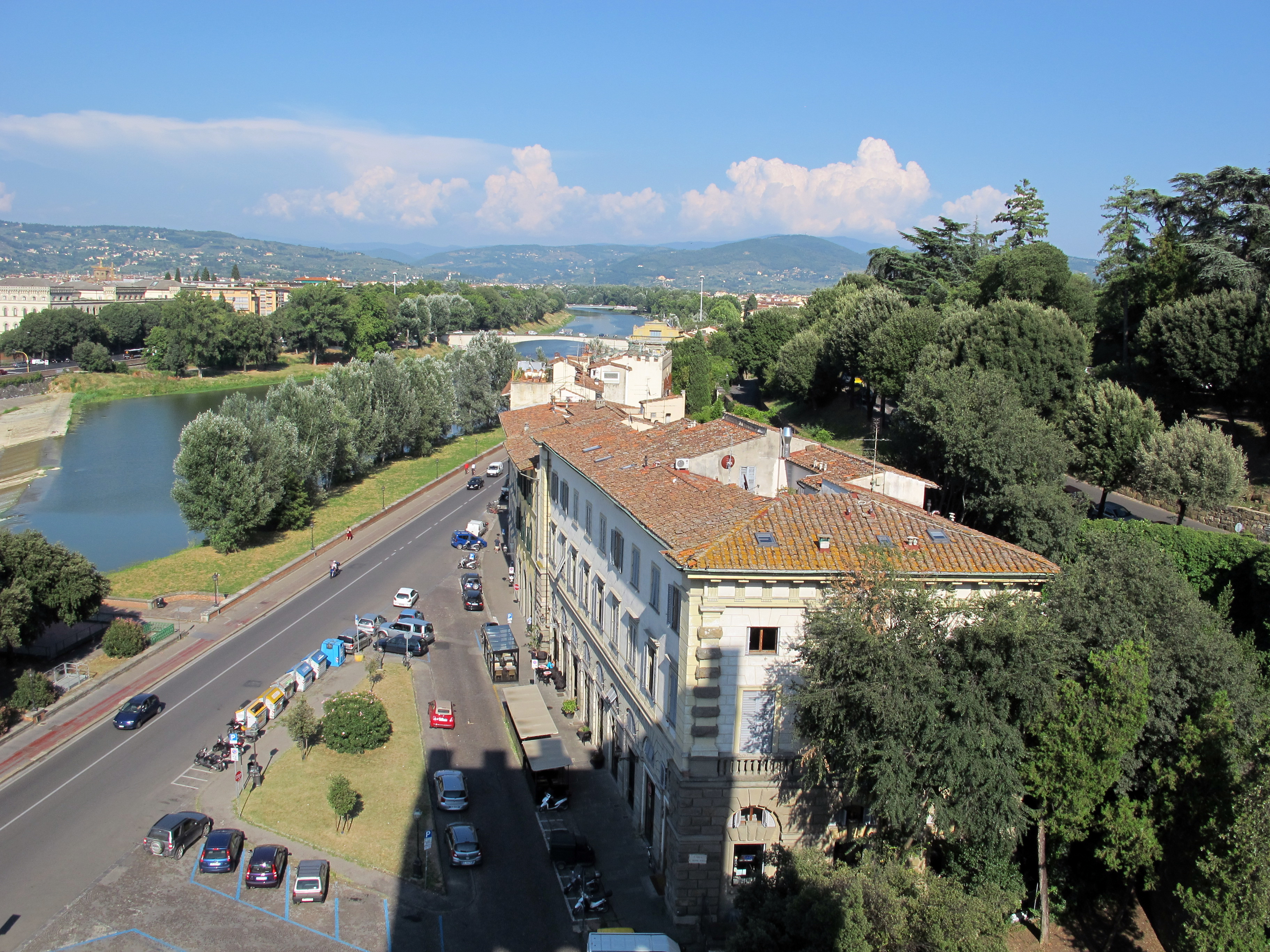
Вигляд з башти
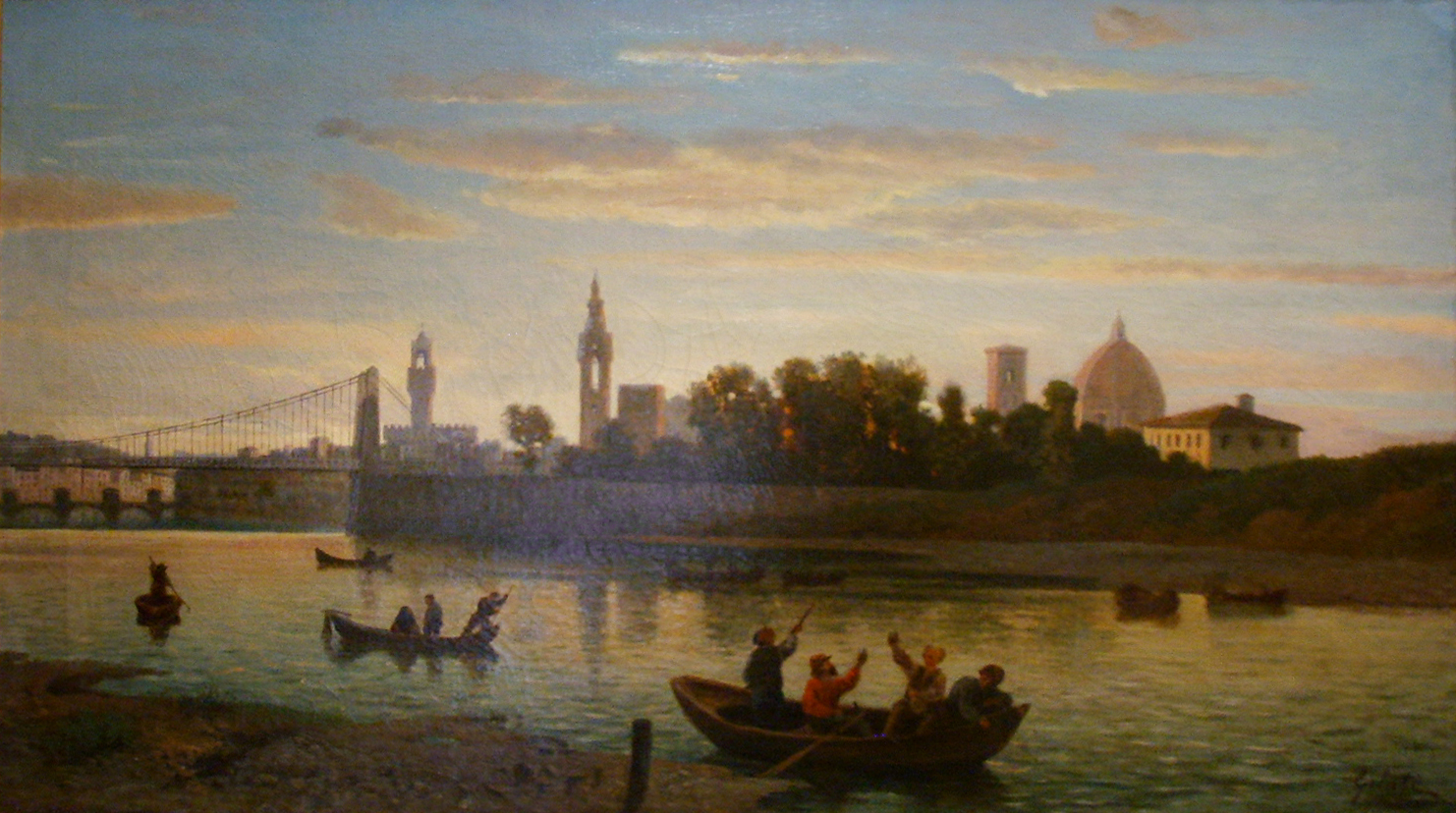
Міст Святого Фердинанда. Живопис 19 ст.